# Hebbeska huset, Skeppsbron
För andra betydelser, se Hebbeska huset (olika betydelser).

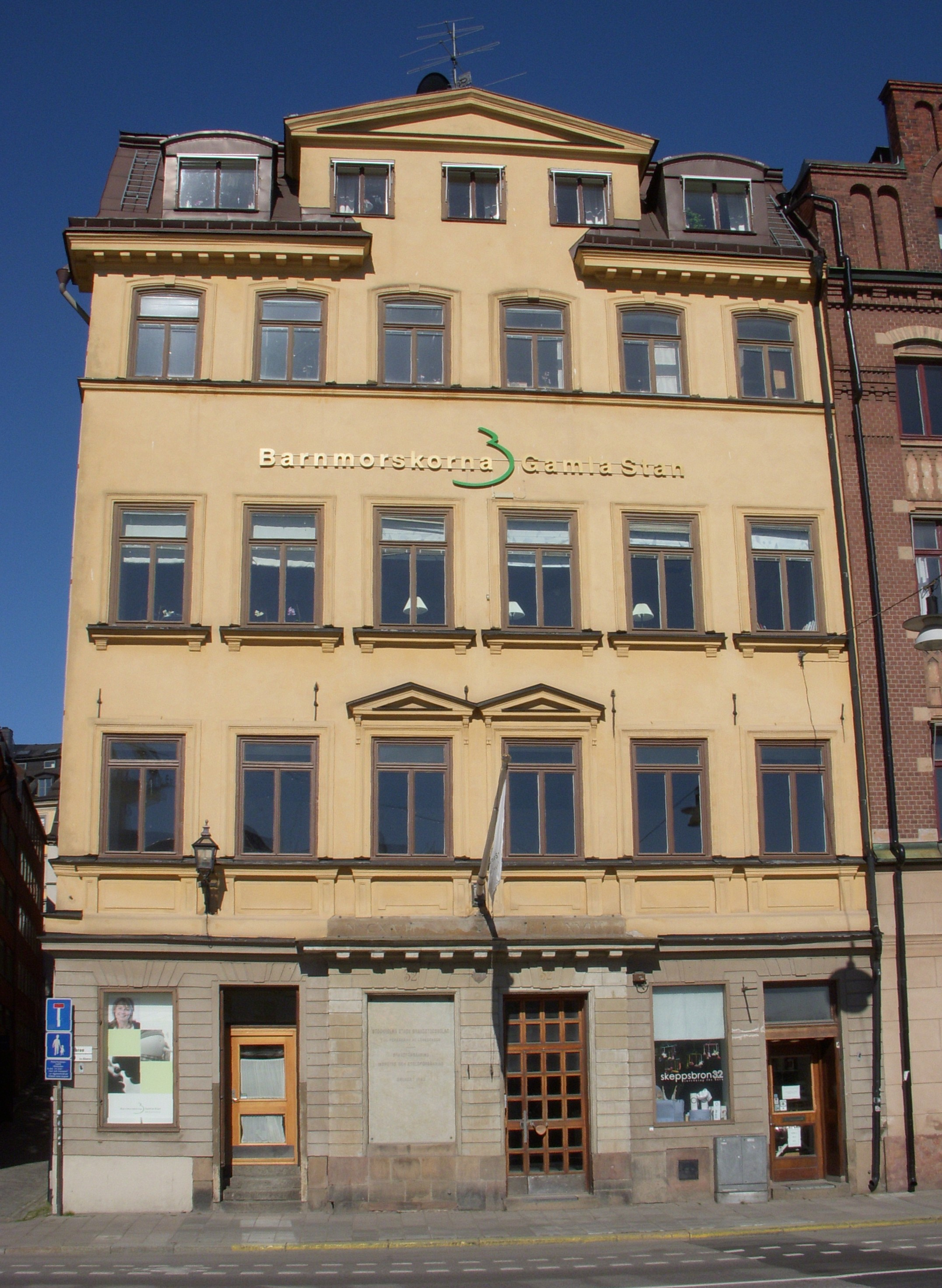
Hebbeska huset i maj 2009

Hebbeska huset är en byggnad i kvarteret Glaucus vid  Skeppsbron 32 i Stockholm. Huset kallas även "Stiernhöökska huset".
Huset portal bär årtalet 1647 som är byggnadsåret. 1760 förvärvade Johan Fredrik Hebbe, son till Christian Hebbe d.ä. fastigheten av en fru Stiernhööks arvingar. Han byggde på huset med en våning och gav byggnaden ett brutet tak. Invändigt lät han anlägga en praktfull trappa med smitt räcke daterat 1767. 1782 inredde han de nedre våningarna i gustaviansk stil. 
Familjen Hebbe ägde fram till 1789 Thuenska huset vid Skeppsbron 36, även den byggnaden kallas ibland för "Hebbeska huset".
Dagens byggnad har fyra våningar och en takvåning, är putsad och avfärgad i gulbeige kulör, bottenvåningen är rusticerad i grå kulör. Huset hyrs ut som butik och kontor.